# テッド・ストリックランド
テッド・ストリックランド（英語：Ted Strickland、1941年8月4日 - ）は、アメリカ合衆国の政治家。連邦下院議員（6期）、第68代オハイオ州知事などを歴任した。

## 経歴
1941年8月4日にオハイオ州ルーカスヴィルに誕生する。アズベリー大学で文学士号を取得し、ケンタッキー大学で文学修士号を取得。さらにアズベリー神学校でも学んでいる。1980年にはケンタッキー大学で心理学の博士号を取得した。
1992年にオハイオ州第6選挙区から連邦下院議員選挙に立候補して初当選した。再選を目指した1994年の下院選挙では落選したが、1996年の下院選挙で返り咲き、以後は5回連続で当選する。
通算6期目の任期途中の2006年11月7日にオハイオ州知事選挙に出馬し、共和党候補者のケネス・ブラックウェルを破り当選。しかし、2010年の知事選挙では共和党のジョン・ケーシックに敗れ再選を阻まれた。このため、2011年1月に州知事を退任した。
2015年2月に2016年の連邦上院議員選挙に共和党現職ロブ・ポートマンの対抗馬として出馬することを表明した。出馬当初は支持率でポートマンをリードしていたが、すぐに逆転された上に徐々に差をつけられ、本選挙では最終的に得票率21ポイント差で大敗した。